# زرداب (شهر)
زرداب (به لاتین: Zərdab) شهری در شهرستان زرداب کشور جمهوری آذربایجان است. جمعیت این شهر بر اساس سرشماری سال ۱۹۸۹ میلادی، ۸٫۴۵۰ نفر و بر اساس سرشماری سال ۲۰۰۸ میلادی، ۱۰٫۸۰۰ نفر بوده‌است.

## افراد سرشناس
- حسن بیگ زردابی، روزنامه‌نگار اهل جمهوری آذربایجان
- ناهیده باباشلی،خوانندهٔ آذربایجانی

## نگارخانه

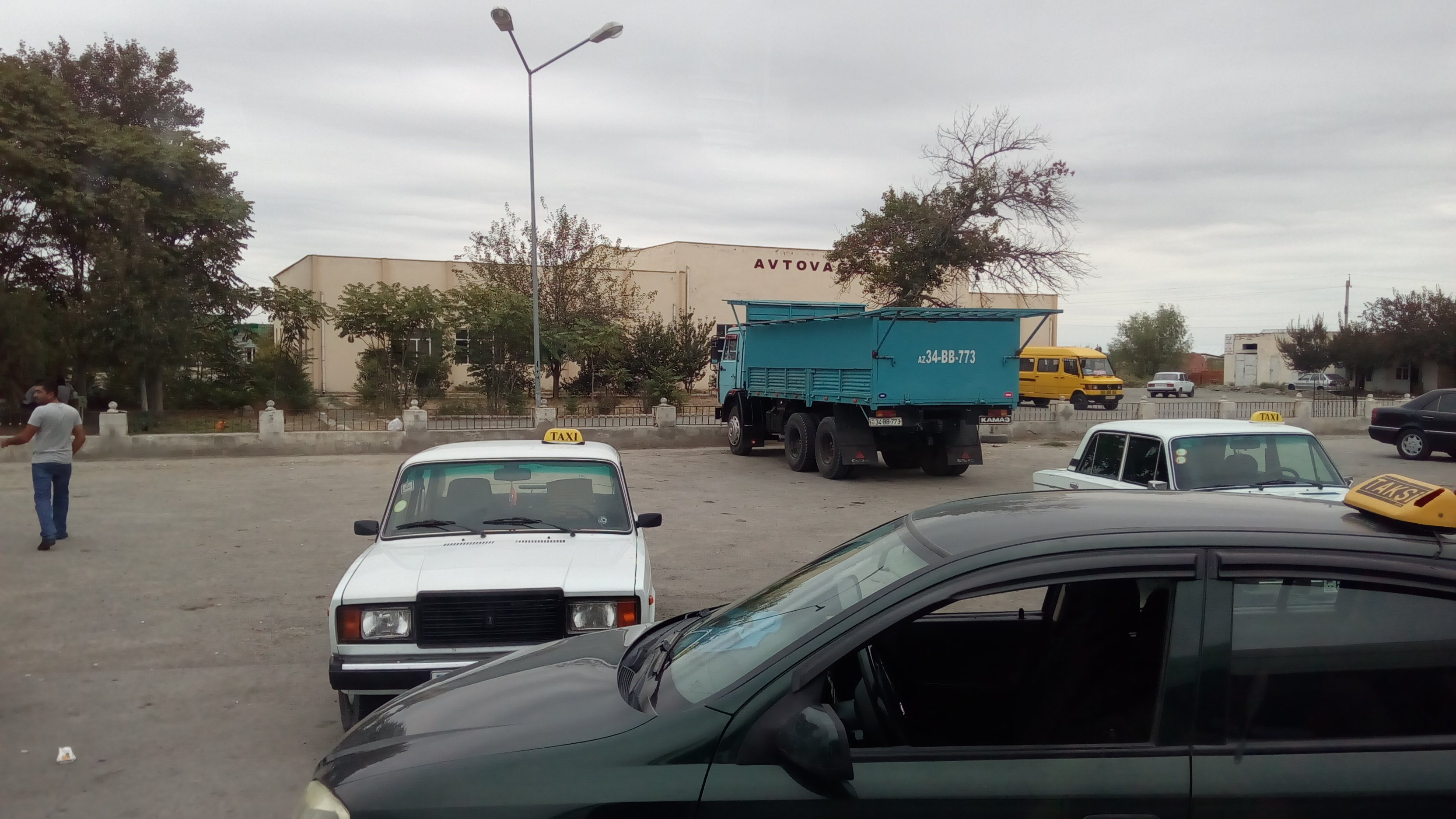
ایستگاه اتوبوس زرداب